# Thomas Görgen
Thomas Görgen ist Professor für Kriminologie und Leiter des Fachgebietes „Kriminologie und interdisziplinäre Kriminalprävention“ an der Deutschen Hochschule der Polizei.
Nach seinem Studium der Psychologie, das er als Diplom-Psychologe abschloss, wurde Görgen 1988 wissenschaftlicher Mitarbeiter am Lehrstuhl für Strafrecht, Strafprozessrecht und Kriminologie an der Universität Trier. 1991 wechselte er an die Professur für Kriminologie, Jugendstrafrecht und Strafvollzug der Justus-Liebig-Universität in Gießen, wo er bis 2002 blieb. In der Zeit von 1994 bis 1996 war Görgen Lehrbeauftragter am Fachbereich Polizei der Verwaltungsfachhochschule Hessen in Gießen. Während dieser Zeit promovierte er zum Dr. phil. am Lehrstuhl von Arthur Kreuzer (1996).
2002 wechselte er als wissenschaftlicher Assistent an das Kriminologische Forschungsinstitut Niedersachsen in Hannover. In dieser Zeit lag sein Forschungsschwerpunkt hauptsächlich im Bereich Gewalt gegen ältere Menschen. Nach seinem Wechsel nach Hannover übernahm er 2005 einen Lehrauftrag für den Studiengang Polizeivollzugsdienst an der Hochschule für Öffentliche Verwaltung in Bremen, der 2007 endete. Daneben war er ab 2006 zusätzlich Lehrbeauftragter am Institut für Psychologie der Universität Hildesheim.
Im September 2007 übernahm Görgen die Vertretung der Professur für Kriminologie und interdisziplinäre Kriminalprävention an der Deutschen Hochschule der Polizei, bevor er im April 2008 die Leitung des Fachbereiches als Professor übernahm.